# Ártéri mézevő
Az ártéri mézevő (Ptilotula penicillata) a madarak osztályának verébalakúak (Passeriformes) rendjébe, ezen belül a mézevőfélék (Meliphagidae) családjába tartozó faj.

## Rendszerezése
A fajt John Gould angol ornitológus írta le 1837-ben, a Meliphaga nembe Meliphaga penicillata néven. Sorolták a Lichenostomus nembe Lichenostomus penicillatus néven is.

## Alfajai
- Ptilotula penicillatus calconi (Mathews, 1912)
- Ptilotula penicillatus carteri (A. J. Campbell, 1899)
- Ptilotula penicillatus leilavalensis (North, 1899)
- Ptilotula penicillatus penicillatus (Gould, 1837)

## Előfordulása
Ausztrália területén honos. Természetes élőhelyei a mérsékelt övi erdők, szubtrópusi és trópusi lombhullató erdők, szavannák és cserjések, valamint vidéki kertek és városi parkok. Állandó, nem vonuló faj.

## Megjelenése
Testhossza 18 centiméter, testtömege 14–25 gramm.

## Életmódja
Főként nektárral, ízeltlábúakkal és gyümölcsökkel táplálkozik, nagyon ritkán magvakat is fogyaszt.

## Szaporodása
Fára, vagy bokorra készíti csésze alakú fészkét. Fészekalja 2-3 tojásból áll, melyen 14 napig kotlik. A fiókák kirepülése még két hétig tart.
|  |  |

## Természetvédelmi helyzete
Az elterjedési területe rendkívül nagy, egyedszáma pedig stabil. A Természetvédelmi Világszövetség Vörös listáján nem fenyegetett fajként szerepel.